# Петолъчка
Петолъчката е звезда с пет лъча (☆). Има форма на геометрично равностранен вдлъбнат декагон.
Петолъчката е често срещана идеограма в съвременната култура. Сравнително рядко в класическата хералдика, тя е въведена по-специално за знамето на Съединените щати в „Закона за знамената“ от 1777 г. и оттогава се използва широко в националните флагове.
Червената звезда (★) е стар военен символ, първоначално ползван за емблема на Червената армия от 1920-те години, а впоследствие присъства върху повечето флагове и гербове на СССР и на другите комунистически държави и организации.
Петолъчката също така се превръща в символ на славата на знаменитости, наричани „звезди“ в западната култура, наред с други употреби.
Ако колинеарните ръбове се съединят, се получава пентаграма.

## Галерия
- Герб на Хю де Вере, четвърти граф на Оксфорд (ум. 1263)
- Флаг на Пакистан (1947)
- Знамето на Бетси Рос (документирано 1792 г.), първообраз на флага на САЩ[1]
- Звезда от Алеята на славата в Холивуд